# Eupogonius subtessellatus
Eupogonius subtessellatus là một loài bọ cánh cứng trong họ Cerambycidae.